# Platja de les Botigues
La platja de les Botigues, també anomenada platja de la Covafumada, i antigament anomenada El Trajo i El Sorrenc, és una platja urbana del municipi de Sitges (El Garraf), però és la continuació natural de la platja de Castelldefels. Limita a ponent amb l'espigó del Port Ginesta i a llevant amb el terme municipal de Castelldefels, a l'alçada del carrer Cova Fumada. Orientada al sud-sud-est, té una longitud de 1.404 metres i una amplada mitjana de 116 metres, formada per sorra fina i un pendent d'entrada a l'aigua moderat. A la part superior la sorra està parcialment coberta per matolls. Està equipada amb tots els serveis de platja habituals, unes quantes guinguetes i ofereix un accés fàcil per a persones amb mobilitat reduïda. Hi ha nombrosos restaurants al passeig marítim, que recorre tota la platja i es prolonga fins a la població de Castelldefels.
Està guardonada amb la Bandera Blava, que reconeix internacionalment la qualitat de l'aigua i serveis. L'Agència Catalana de l'Aigua efectua un control setmanal de la qualitat de l'aigua, durant la temporada de bany, amb el resultat d'excel·lent. La platja de les Botigues està adherida a la destinació Costa de Barcelona, certificada per Biosphere des del 2017.

## Etimologia
El nom de les Botigues té el seu origen en les barraques on els pescadors guardaven els seus estris de pesca. El nom de Covafumada prové de la cova homònima situada en el límit de Sitges i Castelldefels, al carrer de la Cova Fumada, prop de la carretera C-31. 'El Trajo' és equivalent a 'les Botigues', però més aviat té el sentit del lloc on es varaven les barques a la platja.